# Friedrich Goldenberg
Carl Friedrich Goldenberg (* 11. November 1798 in Halzenberg bei Wermelskirchen; † 26. August 1881 in Malstatt bei Saarbrücken) war ein deutscher Paläobotaniker und Paläo-Entomologe.

## Leben
Goldenberg war Sohn eines Fabrikanten, verwaiste aber früh. Er besuchte eine Privatschule in Jülich und fiel dort durch seine mathematische Begabung auf. Er war ab 1815 Lehrer, ab 1826 Lehrer an der Bergschule in Saarbrücken. Dort begann sein Interesse für Paläontologie, besonders fossilen Pflanzen aus dem Kohlebergbau. 1829 wurde er Hilfslehrer am Ludwigs-Gymnasium in Saarbrücken und 1836 Oberlehrer für Mathematik und Physik. 1873 ging er in den Ruhestand. Goldenberg war promoviert (Dr. rer. nat.).
Er befasste sich mit Pflanzenfossilien und Stratigraphie des Karbon im Saarland und er beschrieb auch als einer der Ersten die Insektenfossilien des Karbon im Saarland.
Bei dieser Tätigkeit unterstützte ihn, nach dem frühen Tod der Ehefrau 1849,  seine Tochter Johanna, die später Wilhelm Barthold, den Sohn des Historikers Friedrich Wilhelm Barthold heiratete.
1852 wurde er Mitglied der Leopoldina. Er war auch kirchlich als Presbyter und Kreissynodaler der Gemeinde Malstatt aktiv und 1848 bis 1852 Mitglied des Schulausschusses der Synode Saarbrücken und 1850 bis 1855 Mitglied der Synodalrechnungskommission.

## Schriften
- Grundzüge der geognostischen Verhältnisse und der Flora der Jetzt- und Vorwelt in der nächsten Umgebung von Saarbrücken, Programm des Gymnasiums von Saarbrücken, 1835
- Flora saraepontana fossilis, Die Pflanzenversteinerungen des Steinkohlengebirges von Saarbrücken, Saarbrücken: Neumann´sche Buchhandlung, 1855 bis 1862 (Heft 1, 1855, S. 1–38, Heft 2, 1857, S. 1–60, Heft 3, 1862, S. 1–47)